# Laura van den Elzen
Laura van den Elzen (Gemert, 16 september 1997) is een Nederlands zangeres. Ze behaalde de tweede plaats tijdens de talentenjachten My name is op haar dertiende en Deutschland sucht den Superstar op haar achttiende. Ze had in 2016 een hit in Duitsland en Oostenrijk met Glücksmoment. Hier introduceerde ze met Mark Hofmann de Country Pop-Schlager als nieuw muziekgenre.

## Biografie
Van den Elzen groeide op met haar ouders en een zus. Ze leerde op jonge leeftijd pianospelen en schreef ook eigen liedjes. Toen ze negen was deed ze voor het eerst mee in een musical. Haar muzikale voorkeuren zijn country- en rockmuziek en muzikale voorbeelden waren artiesten als Taylor Swift, Bonnie Tyler, Carrie Underwood, Tina Turner, Dolly Parton en Miranda Lambert. Op school volgde ze communicatie en eventmanagement en in 2017 begon ze in Tilburg met een studie aan de Fontys Academy for Creative Industries. Haar jongere zus Amber is ook muzikaal en trad in 2018 op in het RTL 4-programma The Talent Project.
In 2010 werd ze op dertienjarige leeftijd tweede in de kindereditie van de Nederlands-Vlaamse talentenjacht My name is dat op RTL 4 en VTM werd uitgezonden; de Belgische Lana Lauwers won dat jaar. In 2011 had ze een bijrol in de televisieserie Van God los en in 2013 in Sinterklaas en het gevaar van de snoepfabriek.
In 2014 trad ze op tijdens het gala van de Dutch Country Music Association (DCMA) en in 2015 onderscheidde de DCMA haar met de Dutch Country Music Award als Meest belovende act.
In Duitsland deed ze in 2015 mee aan Deutschland sucht den Superstar (DSDS). Dit jaar kreeg ze een Recall-Zettel (herkansingsticket), waardoor het jaar erop opnieuw mee mocht doen. In 2016 wist ze vervolgens de tweede plaats in de eindronde te bereiken. Met een andere deelnemer, Mark Hofmann, introduceerde ze in 2018 de Country Pop-Schlager als nieuw muziekgenre.
Haar single Glücksmoment kwam in 2016 in de hitlijsten te staan van Duitsland (plaats 37) en Oostenrijk (plaats 43). Ze treedt op tijdens festivals in Europa variërend van Berlijn tot de Faeröer.

## Discografie

### Singles
- 2011: The Climb
- 2012: Girls Just Wanna Have Fun
- 2012: Go like Elijah
- 2012: Give Me Hope
- 2014: Lost
- 2014: Glass
- 2014: Jolene
- 2014: All of Me
- 2014: The Climb
- 2014: Time After Time
- 2015: Shine
- 2016: Wenn es brennt / When It Burns - Laura van den Elzen, Mark Hoffmann (Musik/Text: Ansgar Huppertz)
- 2016: Glücksmoment
- 2017: How Could I - Laura van den Elzen, Mark Hoffmann
- 2018: Flug zu den Sternen - Laura van den Elzen, Mark Hoffmann
- 2020: Ohne Dich
- 2020: Regenbogenfarben
- 2020: Venedig
- 2020: Egal
- 2020: Liebe lohnt sich
- 2020: Phänomenal
- 2020: Unsere Helden
- 2020: Warum hast du nicht nein gesagt
- 2020: Bonnie & Clyde
- 2020: Du hast mich tausendmal belogen
- 2020: Jenseits von Eden
- 2020: Wie schön
- 2020: Einen Stern
- 2020: Mein Herz
- 2020: Halt dich an mir fest
- 2020: Amoi seg´ma uns wieder
- 2021: Nessaja (ich wollte nie Erwachsen sein)
- 2021: Verdammt, ich lieb dich
- 2021: Liebe in der Luft

### Albums
- 2014: Time after time
- 2015: Shine
- 2017: Wenn es brennt
- 2018: The best of Laura & Mark